# 安德的游戏 (电影)
是一部于2013年11月1日上映美国科幻电影，根据同名小说改编，由加文·胡德执导。。
電影發行後的票房表現不佳，外界對本片的看法亦褒貶不一，電影裡有關同性戀與同性婚姻的劇情亦引起部份團體抵制本片。

## 剧情
在22世纪的未来世界，人类面临外星虫族的大举入侵。在两次接触战争中人类虽击退了外星生物，但人類主力舰队也损失殆尽。为了迎接即将到来的第三次入侵，联合组织从世界各地挑选出精英少年，意图培养成舰队指挥官来迎接强敌。本片探討在戰爭中的倫理道德以及殺戮的正確與否。
天才少年安德·維金在戰爭模擬中戰無不勝，善於利用戰區內一切有利條件，被妒恨的其他少年指為作弊。主持計劃的Graff上校認定他就是人類的希望，但因必須確定安德是否具有軍事領袖一切所需特質，於是不問情由地將他逐出計劃，以賦予更多的考驗，同時也暗中密切地觀察他。在認定合格後，將他與一大群天才少年送上太空進行進一步的訓練，建議他平衡自己的各項特質。而安德一開始就展現出自己的與眾不同。
安德表現優異，晉升迅速，但不喜歡盲目服從權威與常規，上校終於指派他領導自己的小隊。他以出人意表的戰法在不利的條件下以一敵二戰勝兩支名列前矛的優秀隊伍，對方小隊長私下前來尋仇遭他誤傷，可能無法恢復意識。安德內疚之餘意欲引退，上校不得不帶他與也曾以天才少女身份受訓的親姊姊深談。安德的取勝之道在於瞭解敵人，但越瞭解就越會下不了手。姊姊則勸他別逃避，更別因此導致人類落敗。
安德來到曾為蟲族佔領的前線基地，與自己之前領導的學員一起進行最後階段的訓練。在全面戰爭的模擬中，因為面對的是敵軍的老巢，又將己方大規模殺傷性武器保留到最後，因此不再像之前般戰無不勝。上校與訓練的老師也指責他過於重視戰術層面而忽略大局。在結業前的最後一次戰爭模擬中，安德先用計大規模地消滅散得太開的敵軍，再在己方大量傷亡的掩護下，將大規模殺傷性武器對準敵方母星而非軍隊全力射擊。待全面勝利且蟲族母星成為熔岩地獄後，才被告知這次不是模擬，而是真實作戰。安德為敵我雙方的大量傷亡哀痛不已，對於上校「勝利就是一切」的觀點不以為然，堅持致勝的方式至關緊要。
過於激動的安德被注射藥物後沉睡，在重覆了自己一直以來的異夢之後，瞭解到其實蟲族一直試著溝通，而只有他自己有與對方溝通的本能。他在清醒後衝出基地，進入荒野中一處蟲族遺蹟，發現了蟲族最後的孑遺，及將會孵出蟲后的卵。他保證會為蟲族找到適合繁衍的處所。
安德被升為將軍，擁有自己的私人飛行器。他在宇宙中四處遨遊，找尋能實現自己諾言的星球。

## 演员
- 阿薩·巴特菲爾德 飾 安德·维金[2][3][4]
- 哈里遜·福特 飾 Colonel Graff.[5]
- 艾碧·貝絲琳 飾 Valentine Wiggin[5][6]
- 海莉·史坦菲德 飾 Petra Arkanian[6]
- 阿拉米斯·奈特 Bean[5]
- Moises Arias 飾 Bonzo[5]
- Jimmy Pinchak 飾 Peter Wiggin[5]
- Suraj Parthasarathy 飾 阿萊（Alai）[5]
- Conor Carroll 飾 Bernard[5]
- Khylin Rhambo 飾 Dink[5]
- Brandon Soo Hoo 飾 莫洛（Molo，暱稱蒼蠅/Fly）[7]
- 班·金斯利 飾 Mazer Rackham.[7] In a 1998 interview, Card suggested Andre Braugher or Will Smith for the role.
- 薇拉·戴維絲 飾 安德森（Major Anderson）[8]
- Caleb J. Thaggard 飾 Stilson. Brendan Meyer was originally cast in the role,[9] but had to leave the production due to a scheduling conflict.[10]
- Stevie Ray Dallimore 飾 John Paul Wiggin[11]
- Andrea Powell 飾 Theresa Wiggin[11]
- Nonso Anozie 飾 Sergeant Dap[11]
- Cameron Gaskins 飾 Pol Slattery
- Tony Mirrcandani 飾 Admiral Chamrajnagar
- Orson Scott Card 飾 Pilot[12]

## 制作
2012年2月27日在新奥尔良取景开拍。

## 獎項
- 土星奖－最佳科幻電影（提名）、最佳男配角哈里森·福特年輕演員（提名）、最佳男年輕演員阿薩·巴特菲爾德（提名）
- 廣播影評人協會－最佳年輕男演員阿薩·巴特菲爾德（提名）
- 重點藝術獎－最佳顯示頂峰娛樂聯合體廣告公司（獲獎）
- 鳳凰城影評人協會獎 －最佳年輕男演員阿薩·巴特菲爾德（提名）
- 華盛頓區影評人協會獎－最佳年輕男演員阿薩·巴特菲爾德（提名）

## 评价
烂番茄新鲜度62%、Metacritic35家媒体综评50分，Cinema Score上观众评分“B+”，口碑以好评为主。
《纽约邮报》：“一部暗黑风格的大作，不仅能满足原著迷们，而且还能吸引新粉丝”；《综艺》：“一部令人耳目一新、发人深思的太空冒险片，大银幕的优势由此片得以体现出来”；《罗杰·伊伯特网》：“影片最大的问题出在角色塑造上，角色太过于言行不一”。

## 票房
美国首周末收获2800万美圆列第一位。次周末收1025万列第五位。中国大陆首周六天收获6900万人民币列第二位。
| 上一届： 《蠢蛋搞怪秀4：坏祖父》 | 2013年美國週末票房冠軍 第44周 | 下一届： 《雷神2》 |